# John Hron
John Antonin Fritz Hron (* 25. Januar 1981 in der Stadt Kungälv; † 17. August 1995 in der Gemeinde Kungälv) war ein  schwedischer Junge, der in der Nacht vom 16. auf den 17. August 1995 am Ingetorpssee in der Provinz Västra Götalands län von einer Bande schwedischer Neonazis ermordet wurde. 

## Geschehnisse
Der 14-jährige John Hron, dessen Eltern tschechischer Herkunft sind, war am Abend des 16. August 1995 zusammen mit seinem jüngeren Freund Christian zum Zelten am Ingetorpssee. Die Jungen wurden von vier 15 bis 18 Jahre alten Neonazis gestört, die die beiden angriffen und schwer misshandelten. Als John während der Tortur ins Wasser geworfen wurde, schwamm er bis zur Seemitte, um weiteren Misshandlungen zu entgehen. Die Neonazis versuchten ihn wieder an Land zu locken. Sie zwangen Christian, ihn ebenfalls zu rufen, und drohten damit, diesen zu töten, wenn John nicht zurückkäme. John kehrte daraufhin ans Ufer zurück. Dort setzten die Neonazis die Misshandlungen fort, bis John das Bewusstsein verlor.
Unter anderem gaben die Neonazis an, dass sie sieben Minuten lang pausenlos nach Johns Kopf traten. Als John bewusstlos war, aber noch lebte, warfen sie ihn ins Wasser. Während sie ihm beim Ertrinken zusahen, drehten sie sich Zigaretten. Christian konnte sich retten und fuhr per Anhalter nach Hause. Als er zu Hause ankam und die Behörden informiert wurden, war es für John Hron zu spät. Sein Martyrium dauerte eine Stunde.

## Gerichtsverfahren
Die vier Neonazis, alle im Teenageralter, wurden später gefasst. Haupttäter Daniel Hansson wurde wegen Mordes und Körperverletzung zu acht Jahren Gefängnis verurteilt. Am 1. Januar 2001 wurde er aus der Haft entlassen. Ein Jugendlicher wurde zu zwei Jahren Gefängnis und einer wegen grober Misshandlungen zu zehn Monaten verurteilt. Der vierte schließlich, der sich passiv beteiligte und den Vorfall nicht meldete, wurde zu vier Monaten Haft verurteilt.

## Auswirkungen des Falles
John ist auf dem Friedhof der Ytterbykirche begraben, sein Grabstein wurde mehrmals geschändet.
Der Mord hatte Signalwirkung für die schwedische Gesellschaft und schärfte den Blick auf rechtsextreme Subkulturen. Der Fall zeigte, dass nicht nur Einwanderer und Homosexuelle in Schweden Opfer rechtsextremer Gewalt werden können, sondern dass es so gut wie jeden treffen kann, der zur falschen Zeit am falschen Ort ist.
Die Eltern von John Hron haben in sieben Jahren über 350 Schulen besucht und fast 400.000 Schüler erreicht, um darüber zu diskutieren, wie sich Gewalt zwischen Jugendlichen verhindern lässt. Sie sammelten Geld für den John Hrons minnesfond, der bis 2005 achtmal Personen auszeichnete, die sich gegen Gewalt in Schweden einsetzten, und insgesamt 1,2 Mio. Schwedische Kronen Preisgeld vergab. 2010 war der Mord Teil einer Ausstellung namens „Schonischer Nationalsozialismus“ im Schlossmuseum von Malmö, die sich mit dem Nationalsozialismus früher und heute in der Provinz Schonen auseinandersetzt. Gezeigt wurde dort ein Foto des Leichnams von John Hron.
Über John Hrons Schicksal wurde 2013 vom Regisseur Jon Pettersson ein Film gedreht, der durch Spendengelder finanziert wurde.

## Auszeichnung
- 1996 wurde John Hron postum der Stig-Dagerman-Preis zuerkannt, „för hans mod att, också till priset av sitt eget liv, stå det onda emot“, dt.: „für seinen Mut, auch um den Preis seines eigenen Lebens, sich dem Bösen entgegenzustellen“ (aus der Begründung der Preisverleihung).[9]